# Церква святого Архістратига Михаїла (Колодне)
Церква святого Архістратига Михаїла в Колодному — парафія і храм 2-го Збаразького благочиння Тернопільської єпархії Православної церкви України в селі Колодне Тернопільського району Тернопільської области. . Пам'ятка архітектури місцевого значення.

## Історія церкви
У храмі Святого Архістратига Михаїла, збудованому на кам'яному фундаменті, який переробили зі старої церкви у 1858 році, збереглася ікона святої великомучениці Варвари.
Метричні книги церкви збереглися з 1743 року. У 1895 році молитва до ікони святої Варвари врятувала село від епідемії чуми, про що свідчить напис на ківоті: «Цей ківот дар Шуманського І. як вдячність Господу за спасіння парафії від холери 1895 року». Дзвіниця церкви — дерев'яна, чотириярусна.

## Парохи
- о. Олег Крупський.